# Nicella flagellum
Nicella flagellum is een zachte koraalsoort uit de familie Ellisellidae. De koraalsoort komt uit het geslacht Nicella. Nicella flagellum werd in 1901 voor het eerst wetenschappelijk beschreven door Studer. 